# Odinisme
Odinisme er en nyhedensk religion, der er fokuseret på dyrkelsen af Odin som en central gud, samt andre aspekter af den nordiske mytologi.
Odinisme trækker på den gamle nordiske mytologi og kultur, og dens tilhængere kan være meget forskellige i deres overbevisninger og tilgange. Odinister omfavner en tro, der er baseret på respekt for naturen, ære, mod og en forbindelse til de gamle nordiske guder.
Odinismen har været genstand for forskellige tolkninger og praksisser, og den findes blandt mange forskellige udøvere og grupper i mange egne af den vestlige verden. Den moderne praksis kan variere betydeligt fra mere historisk baserede til mere spirituelle tilgange.
Det er vigtigt at skelne mellem Odinisme og Asatro, selvom de nogle gange bruges om hinanden. Asatro refererer mere bredt til genoplivningen af de gamle nordiske religioner og kan inkludere forskellige tilgange og traditioner, mens Odinisme specifikt fokuserer på dyrkelsen af Odin som den primære guddom.

## Historie
Betegnelsen “odinisme” stammer fra bogen On Heroes, Hero-Worship, & the Heroic in History, der blev udgivet i 1841 af den skotske filosof Thomas Carlyle. Den amerikanske transcendentalist Orestes Brownson anvendte også betegnelsen odinisme i hans bog Letter to Protestants fra 1848.
Den moderne genoplivning af Odinisme som en religiøs praksis kan spores til det 20. århundrede, især i det 20. århundredes første halvdel. Det var i denne periode, at der opstod interesse for de gamle nordiske religioner som en reaktion mod kristendommens dominans.
Der er ikke en enkelt person eller gruppe, der kan siges at have "opfundet" den moderne Odinisme som en religion. I stedet har det udviklet sig som en del af et bredere genoplivningsbevægelse for gamle hedenske religioner, hvor en række forskellige mennesker og grupper har bidraget til udviklingen af praksis og tro.

## Hovedtræk
Odinisme er en form for nyhedensk religion, der dyrker de gamle nordiske guder og mytologi, især i form af dyrkelse af Odin som hovedguden.
Odinisme kan praktiseres på mange forskellige måder af enkeltpersoner og grupper over hele verden. Nogle ser det som en del af deres kulturelle og etniske arv og ser dyrkelsen af de gamle nordiske guder som en måde at forbinde sig til deres forfædres traditioner. Andre ser det som en spirituel vej, der tilbyder en forbindelse til naturen og en kilde til personlig vækst og udvikling.

## Tilhængere
Odinisme har tiltrukket en bred vifte af tilhængere, deriblandt dem med progressive eller liberale synspunkter såvel som dem med mere højreorienterede eller nationalistiske overbevisninger. Der er nogle grupper og enkeltpersoner, der har tilpasset Odinisme til racistiske formål, og disse grupper kaldes ofte racistisk odinisme.
Det er dog vigtigt at bemærke, at de fleste Odinister ikke har politiske motiver eller identificerer sig med højreorienterede ideologier. Der er en bred vifte af Odinistiske fællesskaber og organisationer, som hver især har deres egne værdier, praksis og tilgange til troen.

## Grupper og bevægelser
Da Odinisme er en nyhedensk religion, der ikke har en centraliseret myndighed eller en enkelt autoriseret kirke, er der ingen officielle grupper eller organisationer, der repræsenterer alle Odinister. I stedet er der en række forskellige grupper, samfund og organisationer, der er aktive inden for Odinismen på lokale, nationale og endda internationale niveauer.

### The Odin Brotherhood
En mystisk og hemmelighedsfuld gruppe, der hævdes at være en slags broderskab eller orden, som praktiserer en form for individualistisk Odinisme. Der er meget lidt kendt om denne gruppe, og deres eksistens er ofte blevet betvivlet, men de har opnået en vis kultstatus inden for visse nyhedenske kredse.

### Anarcho-Odinisme
Anarcho-Odinisme eller anarkistisk odinisme er en ideologisk fusion mellem anarkisme og Odinisme, der kombinerer elementer af nordisk mytologi og oldtidens nordeuropæiske kultur med anarkistiske politiske principper. Denne tilgang har til formål at skabe en spirituel og kulturel praksis, der er forenelig med anarkistiske værdier som decentralisering, selvstyre, solidaritet og frihed.
Denne tilgang søger at omfavne odinismen som en kilde til personlig og kulturel identitet, der er forenelig med progressive eller radikale politiske synspunkter. De grundlæggende principper for anarcho-odinisme kan variere afhængigt af de enkelte udøvere eller grupper, men det centrale tema er integrationen af nordisk kultur med anarkistiske ideer om frihed, ligeværdighed og social retfærdighed.

### Odinist Fellowship
"Odinist Fellowship" er en organisation, der fremmer Odinismen som en nyhedensk tro og praksis. De har til formål at samle og støtte Odinister og tilhængere af den gamle nordiske religion og kultur. Organisationen tilbyder ressourcer, fællesskab og støtte til enkeltpersoner, der praktiserer eller er interesserede i Odinisme og Asatro.
Odinist Fellowship kan tilbyde en række aktiviteter og ressourcer, herunder onlinefællesskaber, artikler og ressourcer om nordisk mytologi og religion, samt muligvis arrangementer, ceremonier eller workshops for medlemmer.

### OCSA
Det spanske Odinist Society (OCSA) er en organisation dedikeret til dyrkelse og genoplivning af den gamle nordiske religion, kendt som Odinisme eller Åsatro. De praktiserer en tro baseret på de gamle nordiske guder og gudinder, herunder Odin, Thor, Freyja og andre.
OCSA's formål er at fremme kendskabet til og praksis af Odinisme i Spanien. De organiserer ceremonier, ritualer og begivenheder, hvor medlemmerne kan fejre de gamle nordiske højtider og udøve deres tro. Organisationen fungerer også som et fællesskab for mennesker, der deler interesse i Odinisme og ønsker at udforske denne religiøse tradition sammen.

### Raven Kindred
En amerikansk-baseret gruppe, der praktiserer Odinisme og Asatro og fokuserer på at opbygge fællesskab og støtte mellem Odinister og nyhedenske udøvere i USA.

### Odinic Rite
Odinic Rite er en international organisation, der praktiserer Odinisme som en form for nyhedensk religion og livsfilosofi. De blev grundlagt i Storbritannien i 1973 og har grene og medlemmer over hele verden, herunder i USA, Canada, Australien og andre lande. Organisationen har til formål at fremme bevidstheden om den gamle nordiske religion og kultur samt at give et fællesskab for mennesker, der deler deres tro og værdier.
Odinic Rite lægger vægt på at dyrke de gamle nordiske guder og gudinder og genoplive gamle ritualer og ceremonier. De tror på vigtigheden af etnicitet og kulturel identitet og ser ofte Odinisme som en del af en bredere bevægelse for at bevare og styrke den europæiske kultur og arv. Organisationen er kendt for sin betoning af etik og moral, ære, loyalitet og respekt for naturen.

### Wotansvolk
Wotansvolk er en amerikansk-baseret gruppe, der er dedikeret til at fremme Odinisme og Asatro som en del af deres højreorienterede nationalistiske ideologi. De ser Odinisme som et redskab til at fremme hvidt overherredømme og bevare europæisk kultur og etnicitet. Gruppen betragter Odin, også kendt som Wotan, som en central figur i deres tro og ser ham som en symbolfigur for den hvide race og dens kamp for overlevelse og dominans.
Wotansvolk tiltrækker enkeltpersoner med højreorienterede og nationalistiske synspunkter, der deler deres tro på nødvendigheden af at bevare den hvide racers kultur og identitet. Organisationen har til formål at uddanne og mobilisere til støtte for deres ideologi og politiske dagsorden og ser Odinisme som et redskab til at opnå deres mål.

### Folkistisk odinisme
Dette er en bred kategori, der omfatter flere mindre grupper og fællesskaber, der praktiserer Odinisme med en betoning af etnicitet og kulturel identitet. Disse grupper kan have forskellige politiske og ideologiske synspunkter, men de deler ofte en interesse i at bevare og fremme nordisk kultur og etnicitet.

### Racistisk odinisme
Racistisk odinisme adskiller sig fra mere traditionelle former for odinisme ved at fokusere på etnicitet som den centrale del af troen og praksis. Disse grupper tror ofte på nødvendigheden af at bevare og fremme den hvide race og ser odinisme som et redskab til at opnå dette mål. De kan tolke de gamle nordiske myter og ritualer på en måde, der understøtter deres racistiske ideologier og politiske dagsorden.
Denne form for Odinisme er ofte forbundet med hvide nationalistiske og supremacistiske bevægelser, der tror på overlegenheden af den hvide race og ønsker at opretholde hvide samfund og nationer. En af disse grupper er Wolf Age Pagans, der har tiltrukket opmærksomhed på grund af dens racistiske og voldelige synspunkter. Det er dog vigtigt at understrege, at racistisk odinisme repræsenterer en ekstrem og fortolkning af odinisme, som er stærkt fordømt af de fleste odinister og nyhedenske samfund.